# Behr Dezső
Behr Dezső (Kecskemét, 1868. február 4. – 1945. március 1.) nagykereskedő, kormányfőtanácsos.

## Élete
Behr Károly (1830–1891) kereskedő, a kecskeméti izraelita hitközség elöljárója és Brückler Regina (1844–1909) gyermeke. Középiskolai tanulmányait szülővárosában, az Állami Katona József Gimnáziumban végezte, majd Budapesten és Bécsben folytatott felsőfokú tanulmányokat. Hosszabb külföldi tanulmányutat tett. Az 1890-es években csatlakozott a kecskeméti Kereskedő Ifjak Egyesületéhez. 1901 augusztusában megalapította a Behr és Flusser textiláru nagykereskedelmi és kikészítő céget, amely hamarosan az ország egyik legnagyobb és legjobb hírű ilyenféle cégévé fejlődött. A kereskedelmi életben intenzíven részt vett mint a Magyar Kereskedelmi Csarnok elnöki tanácsának tagja. Az Országos Magyar Kereskedelmi Egyesület, az OHB, a Magyar Hitelezői Védegylet és más egyesületek és vállalatok igazgatósági tagjává választották. 1915-ben kereskedelmi tanácsosi címet kapott. 1925-ben kormányfőtanácsossá nevezték ki. Közgazdasági cikkei szaklapokban és egyes napilapokban jelentek meg.

## Családja
Első házastársa Leitner Hermina (1862–1940) volt, akit 1894. szeptember 23-án Budapesten, a Dohány utcai zsinagógában vett nőül. Második felesége 1943-től Hochteil Ilona volt.
Sógora Leitner Adolf ügyvéd, országgyűlési képviselő .